# Jorge Eduardo Benavides
Jorge Eduardo Benavides (Arequipa, Perú, 1964) es un escritor peruano perteneciente a la generación de narradores del país de fines del siglo XX y principios del siglo XXI, y cuyos cuentos se mueven entre el realismo urbano (ambientados frecuentemente en los difíciles años de fines de los '80 en Lima, época en que empezó su carrera literaria y que marcó su obra) e incursiones en asuntos fantásticos, denotando la impronta de Julio Cortázar, reconocida por el mismo autor. Su obra novelística está marcada, en cierta forma, por la influencia del manejo técnico de las novelas del también escritor peruano Mario Vargas Llosa.

## Biografía
Estudió Derecho y Ciencias Políticas en la Universidad Inca Garcilaso de la Vega, en Lima, ciudad donde trabajó dictando talleres de literatura, y posteriormente como periodista radiofónico, como jefe de Redacción de los noticieros de Antena Uno Radio, donde además llevaba un espacio cultural.
Desde 1991 hasta el 2002 vivió en España, en la isla de Tenerife, donde colaboró con el suplemento dominical de Diario de Avisos y también como jefe de redacción de siglo XXI. Allí fundó y dirigió el taller de narrativa Entrelíneas, luego de haber impartido cursos de escritura creativa para diversas instituciones como la Casa de la Cultura de Santa Cruz, Centro Cultural Casa Pisaca, y la Universidad de La Laguna, entre otras.
Ha colaborado con revistas literarias como Renacimiento y los suplementos culturales Babelia, de El País, y Caballo Verde, de La Razón, así como con diversos medios de su país.
Si bien su obra literaria empezó a fines de la década de 1980, la internaciolización de su narrativa se dio a conocer a inicios del siglo XXI, con su primera novela: Los años inútiles.
Ha publicado las recopilaciones de cuentos Cuentario y otros relatos (Okura ed., Lima, 1989) y La noche de Morgana (Alfaguara, 2005) y las novelas Los años inútiles (Alfaguara, Madrid, 2002), novela ambientada en los últimos años del gobierno de Alan García, época en que se vivió dura crisis económica y violencia terrorista, agravada por la corrupción e incapacidad del gobierno; El año que rompí contigo (Alfaguara 2003) y Un millón de soles (Alfaguara, 2008). Recibió el premio de Cuentos José María Arguedas de la Federación Peruana de Escritores de 1988. Ha sido finalista del Premio Copé, en la Bienal de Cuento de 1989 y también en la del certamen de cuentos NH (España) del año 2000, en el Premio Tigre Juan de 2003 y en el prestigioso Premio Rómulo Gallegos de ese mismo año. Ha recibido asimismo el Premio Nuevo Talento FNAC en 2003.

## Obras
- Cuentario y otros relatos (Lima, 1989, Okura ed.).
- Los años inútiles (Madrid, 2002, Alfaguara).
- El año que rompí contigo (Madrid, 2003, Alfaguara).
- La noche de Morgana (Madrid, 2005, Alfaguara).
- Un millón de soles (Madrid, 2008, Alfaguara).
- La paz de los vencidos (2009, Alfaguara; 2014, Nocturna).
- Consignas para escritores (Casa de Cartón, 2012).
- Un asunto sentimental (Madrid, 2012, Alfaguara).
- El enigma del convento (Madrid, 2014, Alfaguara).
- El asesinato de Laura Olivo (Alianza Editorial, Madrid, 2018)
- El Collar de los Balbases (Editorial La Huerta Grande, Madrid, 2018)

## Premios
- I Premio de cuentos José María Arguedas de la Federación Perúana de escritores 1988.
- Finalista de la bienal de cuentos Premio Copé (Lima) 1989.
- Finalista del concurso NH de relatos (edición 2000).
- Premio Nuevo talento FNAC 2003.
- Finalista del premio Tigre Juan de novela 2003.
- Finalista del Premio Rómulo Gallegos 2003.
- Premio de Novela Corta Julio Ramón Ribeyro del Banco Central de Reserva del Perú 2009.[1]
- XXV Premio Torrente Ballester, 2013.
- XIX Premio de Novela Fernando Quiñones (por El asesinato de Laura Olivo)
- Volver a Shangri-La (Novela, Alianza editorial)